# Copa de la Reina de Baloncesto 2004
La Copa de la Reina de Baloncesto 2004 corresponde a la 42ª edición de dicho torneo. Se celebró entre el 9 y el 11 de enero de 2004 en el Palau Municipal d'Esports Son Moix de Palma de Mallorca. Desde esta temporada, el campeón de Copa accede a disputar la Supercopa contra el campeón de Liga.

## Equipos clasificados
El formato de competición es el mismo que la temporada anterior. Se juega en Palma de Mallorca, ejerciendo como anfitrión el Puig d'en Valls, que participa junto a los siete mejores del resto del equipos al final de la primera vuelta de la Liga Femenina. El campeón se clasifica para la Copa Europea Femenina de la FIBA 2004-05.
| Pos. | Equipo                                  | PJ | G  | P | PF   | PC  | DP   | Pts | Clasificación    |
| ---- | --------------------------------------- | -- | -- | - | ---- | --- | ---- | --- | ---------------- |
| 1    | Ros Casares Valencia                    | 13 | 12 | 1 | 1058 | 763 | +295 | 25  | Cabezas de serie |
| 2    | Universitat de Barcelona / FC Barcelona | 13 | 12 | 1 | 1076 | 910 | +166 | 25  | Cabezas de serie |
| 3    | Perfumerías Avenida                     | 13 | 8  | 5 | 954  | 878 | +76  | 21  | Cabezas de serie |
| 4    | PC Mendibil                             | 13 | 7  | 6 | 948  | 892 | +56  | 20  | Cabezas de serie |
| 5    | CajaCanarias                            | 13 | 7  | 6 | 902  | 895 | +7   | 20  |                  |
| 6    | Extrugasa                               | 13 | 7  | 6 | 844  | 844 | 0    | 20  |                  |
| 7    | Celta Banco Simeón                      | 13 | 7  | 6 | 832  | 837 | −5   | 20  |                  |
| 11   | Puig d'en Valls (H)                     | 13 | 4  | 9 | 821  | 939 | −118 | 17  |                  |

 Fuente: Liga Femenina

## Fase final
|  | Cuartos de final     | Cuartos de final |                     |                      | Semifinales | Semifinales |  |                      | Final       | Final       |  |
|  | 9 de enero           | 9 de enero       |                     |                      | 10 de enero | 10 de enero |  |                      | 11 de enero | 11 de enero |  |
|  |                      |                  |                     |                      |             |             |  |                      |             |             |  |
|  |                      |                  |                     |                      |             |             |  |                      |             |             |  |
|  | Ros Casares Valencia | 91               |                     |                      |             |             |  |                      |             |             |  |
|  | Ros Casares Valencia | 91               |                     |                      |             |             |  |                      |             |             |  |
|  | Extrugasa            | 56               |                     |                      |             |             |  |                      |             |             |  |
|  | Extrugasa            | 56               |                     | Ros Casares Valencia | 78          |             |  |                      |             |             |  |
|  |                      |                  |                     | Ros Casares Valencia | 78          |             |  |                      |             |             |  |
|  |                      |                  | UB–FC Barcelona     | 66                   |             |             |  |                      |             |             |  |
|  | UB–FC Barcelona      | 73               | UB–FC Barcelona     | 66                   |             |             |  |                      |             |             |  |
|  | UB–FC Barcelona      | 73               |                     |                      |             |             |  |                      |             |             |  |
|  | Celta Banco Simeón   | 67               |                     |                      |             |             |  |                      |             |             |  |
|  | Celta Banco Simeón   | 67               |                     |                      |             |             |  | Ros Casares Valencia | 72          |             |  |
|  |                      |                  |                     |                      |             |             |  | Ros Casares Valencia | 72          |             |  |
|  |                      |                  | Perfumerías Avenida | 67                   |             |             |  |                      |             |             |  |
|  | PC Mendibil          | 57               | Perfumerías Avenida | 67                   |             |             |  |                      |             |             |  |
|  | PC Mendibil          | 57               |                     |                      |             |             |  |                      |             |             |  |
|  | CajaCanarias         | 66               |                     |                      |             |             |  |                      |             |             |  |
|  | CajaCanarias         | 66               |                     | CajaCanarias         | 63          |             |  |                      |             |             |  |
|  |                      |                  |                     | CajaCanarias         | 63          |             |  |                      |             |             |  |
|  |                      |                  | Perfumerías Avenida | 71                   |             |             |  |                      |             |             |  |
|  | Perfumerías Avenida  | 70               | Perfumerías Avenida | 71                   |             |             |  |                      |             |             |  |
|  | Perfumerías Avenida  | 70               |                     |                      |             |             |  |                      |             |             |  |
|  | Puig d'en Valls      | 64               |                     |                      |             |             |  |                      |             |             |  |
|  | Puig d'en Valls      | 64               |                     |                      |             |             |  |                      |             |             |  |
|  |                      |                  |                     |                      |             |             |  |                      |             |             |  |

### Final
| 11 de enero de 2004 | Ros Casares Valencia                                                                                | 72–67                                 | Perfumerías Avenida | Palma de Mallorca |  |
| 13:00               | Parciales: 14–11, 18–19, 18–12, 22–25                                                               | Parciales: 14–11, 18–19, 18–12, 22–25 | Parciales: 14–11, 18–19, 18–12, 22–25                                                                                      | |  |
|                     | Estadísticas Elisa Aguilar, Amaya Valdemoro 15 Amaya Valdemoro 8 Elisa Aguilar 1 Amaya Valdemoro 16 | Reporte Pts Reb Asts Val              | Estadísticas Izi Castro Marques 28 Julia Goureeva, Marina Ferragut 8 Izi Castro Marques, Amra Dapo 1 Izi Castro Marques 28 | Pabellón: Palau Municipal d'Esports Son Moix Asistencia: 2.600 espectadores Árbitros: Ángel de Lucas de Lucas, Rubén Sánchez Mohedas |  |

| Ganadoras de la Copa de la Reina 2004 |
| ------------------------------------- |
| Ros Casares Valencia 3º título        |